# Paradise Hotel Sverige
Paradise Hotel Sverige, under 2022-2024 kallat Paradise, är en svensk dokusåpa på formatet Paradise Hotel som ursprungligen kom från USA 2003. Första svenska säsongen sändes 2005. Från och med säsong 18 hösten 2022 har programmet ett omarbetat format samt bytt namn till enbart "Paradise". Under 2024 meddelade Viaplay att en ny säsong spelas in och att det gamla formatet därmed återkommer. 

## Bakgrund och förutsättningar
En grupp av unga singlar, kvinnor och män bor på ett lyxhotell. Tävlingen sker parvis och varje vecka gäller det att hitta en partner av det motsatta könet som man kan stå säkert med i en parceremoni. Det blir alltid minst en person som står utan partner och åker ut från hotellet. Under veckans gång får deltagarna brev med utmaningar, tävlingar, immunitet och tvister som också gör att deltagare riskerar att åka ut. Varje vecka kommer det in nya deltagare; det avgör om det är en kvinna eller man som kommer åka ut i nästa parceremoni.
Den amerikanska versionen av Paradise Hotel visades under våren 2004 och TV4 gav produktionsbolaget Mastiff i uppdrag att göra en svensk version som spelades in hösten 2004. Anton Glanzelius var projektledare och först meddelades att den skulle spelas in på Bali, men första säsongen spelades in på Casa Mi Ojo i Mexiko. Det spekulerades i att Agneta Sjödin eller Anki Edwinsson skulle vara programledare, men det blev Josefin Crafoord som ledde första säsongerna. Redan innan inspelningarna beskrevs dokusåpan som en lyxsåpa eller sexsåpa, när de jämfördes med konkurrerande dokusåporna Farmen och Robinson.
De två första säsongerna av Paradise hotel sändes av TV4 och TV400, som ingår i TV4-gruppen. Därefter tog programmet en paus och återkom 2009–2010 hos TV6 samt sedan 2013 hos TV3 och hamnade därmed under Nordic Entertainment Group. I streamingtjänster och medierapporteringar är det vanligt att säsongerna numreras med början på den tredje säsongen.
Den svenska versionen av Paradise Hotel vann Kristallen 2014 i kategorin "Årets dokusåpa" med Mia Berg som producent. Programmet har varit nominerat flera gånger både som 'Årets dokusåpa' och 'Årets show' men har endast en vinst.
Hösten 2020 spelades båda säsongerna sexton och sjutton in efter varandra. Säsong sexton visades på våren 2021. När den visades framkom det att en av de deltagarna utfört sexuella handlingar mot två kvinnliga deltagare, trots att de sagt nej. Det ledde till att den manliga deltagaren tvingades lämna programmet. Direkt i samband med visningen ifrågasattes varför ingen polisanmälan gjorts, kvinnorna menade att de inte visste hur de skulle bete sig och att de inte fick avslöja vad som hände under inspelningarna. Produktionsbolaget medgav att de missat att både skriva en intern incidentrapport och att polisanmäla. De pausade säsongen, tog bort materialet från sina streamingtjänster och polisanmälde, en förundersökning inleddes som sedan lades ned i brist på bevis. Bolaget beslutade först att inte sända den sjuttonde säsongen, men våren 2023 visades den likväl, men på streamingtjänsten Pluto TV.
Hösten 2022 började inspelningar av säsong 18 med Tone Sekelius programledare. Programmet bytte namn till Paradise, och hade premiär 24 oktober 2022. Produktionsbolaget menade att reglerna justerats för att tydliggöra samtycke.

## Första säsongen
Första säsongen spelade in hösten 2004 och sändes 2005. Den sändes dagligen på TV4, med en veckofinal, parceremoni, på fredagar. Den vanns av Marwan Hitti, som då var i par med Daphne Leon. Han hade lovat att dela pengarna med henne innan finalen, men berättade efter sändning att ha bara sagt så för att vinna. I säsongen fick Olinda Castielle, då Borggren, ett genombrott som  bland annat ledde till andra programledarjobb och skivkontrakt. Deltog gjorde även Oksana Wilhemsson och Sofia Hellqvist, sedermera prinsessan Sofia.

## Andra säsongen
Säsong 2 spelades in i juli 2005 och sändes 2006 på TV6 med Josefin Crafoord som programledare. Det spelades åter in på Casa Mi Ojo i Mexico. Säsongen blev glamourmodellen Natacha Peyres genombrott. Den vanns av Jim Roslund och Jenny Bramer, båda fick utse en person av motsatt kön som de litade på som sedan fick i uppdrag att utse hur prissumman skulle delas. De valde Jim Roslund, som tog alla pengar och lämnade Jenny tomhänt.
| Namn           | Ålder | Från             | Avsnitt    |         |
| -------------- | ----- | ---------------- | ---------- | ------- |
| Jenny Bramer   | 28    | Stockholm        | 1-9, 13-24 | Vinnare |
| Jim Roslund    | 26    | Kristianstad     | 9-24       | Vinnare |
| Nina Zandnia   | 27    | Stockholm        | 1-24       | Finalen |
| Sindre Moskvil | 27    | Norge/ Trondheim | 3-9, 18-24 | Finalen |
| David Lofti    | 22    | Stockholm        | 2-23       |         |

## Tredje säsongen
Dokusåpan förutspåddes vara död när TV6 i augusti 2009 meddelade att de skulle göra en tredje säsong. Säsong 3 började sändas i november 2009 på TV6 med Tilde Fröling som programledare. Den tredje säsongen vanns av Jackie Ferm och Patrik Bergholm, och de båda valde att dela på ven om 250 000 kronor. Varje helg sände TV6 ett extraavsnitt som gick under namnet Paradise Hotel XL där man diskuterade kring veckans avsnitt och intervjuade de utskickade deltagarna.
| Namn                     | Ålder | Från         | Avsnitt               |         |
| ------------------------ | ----- | ------------ | --------------------- | ------- |
| Jacqueline "Jackie" Ferm | 19    | Kristianstad | Ep 1-40               | Vinnare |
| Patrik Bergholm          | 22    | Danderyd     | Ep 9-40               | Vinnare |
| Kristoffer Levik         | 26    | Göteborg     | Ep 1-40               | Finalen |
| Erika Johnson            | 21    | Stockholm    | Ep 13-40              | Finalen |
| Franscesca Villarino     | 23    | Åkersberga   | Ep 1-16, 27-39 (Jury) |         |

## Fjärde säsongen
Säsong 4 sändes 2010 i TV6, fanns på Viafree som säsong 2, med Alex Schulman som programledare och Björn af Kleen som bisittare. Inspelningarna gjordes i Colombia, i ett specialbyggt hus för produktionen. Säsongens vinnare var Emanuel Wäsström och Kristin Dahlmark.
| Namn              | Ålder | Från      | Avsnitt        |         |
| ----------------- | ----- | --------- | -------------- | ------- |
| Emmanuel Wäsström | 21    | Gotland   | Ep 1-25, 27-40 | Vinnare |
| Kristin Dahlmark  | 25    | Lund      | Ep 29-40       | Vinnare |
| Lin Kowalska      | 19    | Uppsala   | Ep 1-40        | Finalen |
| Erik Mattiasson   | 22    | Stockholm | Ep 9-28, 33-40 | Finalen |
| Emelie Johansson  | 20    | Stockholm | Ep 1-39 (Jury) |         |

## Femte säsongen
Säsong 5 spelades in i Mexiko och det sändes 2013 på TV3, med Malin Gramer som programledare. Samir Badran var en av deltagarna och fick sitt publika genombrott efter säsongen. En gång i veckan livesände TV3 webb-tv-programmet Studio Paradise, med Rebecca Simonsson som programledare och Salvatore "Salvan" Scappini som bisittare. Säsongen vanns av Jesper "Jeppe" Johansson och Aina Lesse. I finalen lanserades momentet "kulceremoni" för att fördela prispengarna: De båda vinnarna håller varsitt glasklot och programledaren höjer vinstnivån 50 000 kronor taget. Vid 500 000 kronor får de båda vinnarna dela på pengarna. Släpper någon kulan innan detta får den som släpper kulan nivåns belopp, de övriga deltagarna får dela på återstående nivåer. Vinnarparet var överens om att gå till 500 000 och dela på pengarna, men vid 200 000 släppte Jesper Johansson kulan.
| Namn                     | Ålder | Från         | Avsnitt               |         |
| ------------------------ | ----- | ------------ | --------------------- | ------- |
| Aina Lesse               | 21    | Norrköping   | Ep 1-30               | Vinnare |
| Jesper "Jeppe" Johansson | 23    | Staffanstorp | Ep 1-16, 22-30        | Vinnare |
| Thobias Johansson        | 23    | Stockholm    | Ep 4-30               | Finalen |
| Mia Adrianne Helén       | 24    | Stockholm    | Ep 2-25, 29-30        | Finalen |
| Samir Badran             | 23    | Linköping    | Ep 1-15, 17-30 (Jury) |         |

## Sjätte säsongen
Säsong 6 sändes 2014 i TV6, fanns på Viafree som säsong 4, med Malin Gramer som programledare. Säsongens vinnare blev Paulina "Paow" Danielsson och Eric Hagberg. Samir Badran från tidigare säsong hade en central roll i denna säsong där han fick vara reporter.
| Namn                       | Ålder | Från         | Avsnitt                      |         |
| -------------------------- | ----- | ------------ | ---------------------------- | ------- |
| Eric Hagberg               | 19    | Kristianstad | Ep 2-12, 13-20, 21-24, 42-54 | Vinnare |
| Paulina "Paow" Danielsson  | 20    | Stockholm    | Ep 25-54                     | Vinnare |
| Jasmine "Jasse" Gustafsson | 20    | Stockholm    | Ep 1-38, 51-54               | Finalen |
| Freddie Johansson          | 24    | Kungsbacka   | Ep 22-54                     | Finalen |
| Kristian Täljeblad         | 23    | Umeå         | Ep 1-42, 51-54 (Jury)        |         |

## Sjunde säsongen
Säsong 7 sändes 2015 i TV6, fanns på Viafree som säsong 5, med Malin Gramer som programledare. Under denna säsong fick Saga Scott och Samir Badran som deltagit i tidigare säsonger i uppdrag att välja ett par till att checka in på hotellet som VIP-deltagare. Detta sändes på Viafree som "Förspelet", Robin "Mos" Andersson och Josefine Caarle. Vinnarna av säsongen var Robin "Mos" Andersson och Josefine Caarle, ingen av dem valde att släppa kulan och fick därför dela på prissumman på 500 000 kr.
| Namn                      | Ålder | Från            | Avsnitt                      |                         |
| ------------------------- | ----- | --------------- | ---------------------------- | ----------------------- |
| Josefine Caarle           | 19    | Sollentuna      | Ep 2-45                      | Vinnare & VIP-Deltagare |
| Robin "Mos" Andersson     | 23    | Björkö/Göteborg | Ep 2-10, 12-45               | Vinnare & VIP-Deltagare |
| Erica Freij               | 22    | Malmö           | Ep 19-45                     | Finalen                 |
| Zannie Hahn               | 23    | Hunnebostrand   | Ep 26-45                     | Finalen                 |
| Mehdi Fortas              | 24    | Göteborg        | Ep 13-44 (Jury)              |                         |
| Paulina Rousu             | 24    | Luleå           | Ep 31-44 (Jury)              |                         |
| Emma Andersson            | 21    | Helsingborg     | Ep 1-43 (Jury)               |                         |
| Yones Halberstad          | 22    | Göteborg        | Ep 36-43 (Jury)              |                         |
| Maja-Stina Roos           | 21    | Östersund       | Ep 16-18, 29-39, 43 (Jury)   |                         |
| Frida Westman             | 19    | Sundsvall       | Ep 1-6, 37-42 (Jury)         |                         |
| Jonathan Hermansson       | 23    | Göteborg        | Ep 1-12, 21-25, 29-41 (Jury) |                         |
| Adrian Montin             | 23    | Göteborg        | Ep 1-24, 29-30, 34-39 (Jury) |                         |
| Oliver Strige             | 21    | Göteborg        | Ep 1-36 (Jury)               |                         |
| Abed Alnatour             | 20    | Umeå            | Ep 31-33 (Jury)              |                         |
| Amanda Harkimo            | 24    | Helsingfors     | Ep 23-32 (Jury)              |                         |
| Johnny Edlind             | 21    | Stockholm       | Ep 1-20, 29-30 (Jury)        |                         |
| Jennifer Alabi            | 23    | Skutskär        | Ep 1-25, 29-30 (Jury)        |                         |
| Lukas Wirne               | 22    | Stockholm       | Ep 28-30                     |                         |
| Eddie Gavaller            | 20    | Växjö           | Ep 22-27                     |                         |
| Emelie Tornström          | 21    | Göteborg        | Ep 4-23                      |                         |
| Emelie "Diddi" Didriksson | 23    | Malmö           | Ep 7-21                      |                         |
| Marcos Guevara            | 21    | Lund            | Ep 11-15                     |                         |
| William Ganslandt         | 22    | Trelleborg      | Ep 10-12                     |                         |
| Sofie Tornström           | 21    | Göteborg        | Ep 4-9                       |                         |
| Victoria Holmdahl         | 23    | Trelleborg      | Ep 1-6                       |                         |
| Mette Elofsson            | 20    | Stockholm       | Ep 1-3                       |                         |
| Chris Mercado             | 21    | Stockholm       | Ep 1-2                       |                         |

## Åttonde säsongen
Säsong 8 sändes 2016 i TV6, finns på Viafree som säsong 6, med Malin Gramer som programledare. Under denna säsong checkade den tidigare Paradise hotell-vinnaren Eric Hagberg in med en hemlig uppgift där han fick i uppdrag att hitta en partner åt en joker som skulle checka in och blev därför endast med i tre avsnitt. Vinnarna av säsongen var Alex D’Rosso och Anna Bohman, ingen av dem valde att släppa kulan och fick därför dela på prissumman på 500 000 kr.
| Namn                       | Ålder | Från         | Avsnitt               |         |
| -------------------------- | ----- | ------------ | --------------------- | ------- |
| Alexander ”Alex” D'Rosso   | 25    | Stockholm    | Ep 1-30               | Vinnare |
| Anna Bohman                | 23    | Örebro       | Ep 13-30              | Vinnare |
| Felicia Faridi             | 19    | Malmö        | Ep 2-30               | Finalen |
| Hampus Marcussen           | 22    | Hudiksvall   | Ep 1-19, 25-30        | Finalen |
| Sebastian ”Sebbe” Stenberg | 26    | Stockholm    | Ep 1-29 (Jury)        |         |
| Ida Lindgren               | 19    | Stockholm    | Ep 21-29 (Jury)       |         |
| Tim Söderström             | 23    | Göteborg     | Ep 19-29 (Jury)       |         |
| Jiar "Tarzan" Raza         | 20    | Göteborg     | Ep 1-28 (Jury)        |         |
| Cornelia Gyllborg          | 21    | Stockholm    | Ep 1-28 (Jury)        |         |
| Bettina Buchanan           | 20    | Halmstad     | Ep 2-4, 15-27 (Jury)  |         |
| Johan Kervall              | 23    | Helsingborg  | Ep 10-27 (Jury)       |         |
| Claudia Tahvanainen        | 24    | Eskilstuna   | Ep 1-16, 18-24 (Jury) |         |
| Maria Belleborn            | 20    | Göteborg     | Ep 21-23 (Jury)       |         |
| Matilda Lindegren          | 22    | Köping       | Ep 1-20 (Jury)        |         |
| Isabella Östberg           | 19    | Stockholm    | Ep 1-15 (Jury)        |         |
| Dennis Andersson           | 21    | Malmö        | Ep 8-12               |         |
| Donik Hamiti               | 21    | Kristianstad | Ep 1-8                |         |
| Ida Markert Lindgren       | 20    | Borås        | Ep 2-4                |         |
| Vasana ”Vasi” Osinska      | 23    | Malmö        | Ep 1-3                |         |

## Nionde säsongen
Säsong 9 sändes våren 2017 i TV6, finns på Viafree som säsong 7, med Malin Gramer som programledare. Säsongens vinnare var Sanel Dzubur och Lisa Maria Jönsson. Under säsongen formade deltagarna Lisa, Andrea och Vanessa sin vänskapsgrupp som de kallade för "Supersnipporna". Flera av deltagarna i säsong 9 anklagades för att ha mobbat deltagaren Matilda Bohäll under programmets gång.
| Namn                        | Ålder | Från        | Avsnitt               |         |
| --------------------------- | ----- | ----------- | --------------------- | ------- |
| Sanel Dzubur                | 26    | Härnösand   | Ep 1-30               | Vinnare |
| Lisa-Maria Jönsson          | 21    | Jönköping   | Ep 9-16, 16-30        | Vinnare |
| Vanessa Oskarsson           | 19    | Stockholm   | Ep 1-30               | Finalen |
| John Nyström                | 22    | Skövde      | Ep 18-30              | Finalen |
| Angelica Gillholm           | 24    | Göteborg    | Ep 13-29 (Jury)       |         |
| Haidar Juma                 | 25    | Ystad       | Ep 1-29 (Jury)        |         |
| Jakob "Jake" Ahl            | 22    | Helsingborg | Ep 1-8, 21-29 (Jury)  |         |
| Kevin Kevva Dahlström       | 25    | Stockholm   | Ep 1-28 (Jury)        |         |
| Lani-Kae Krokvik            | 22    | Sala        | Ep 23-27 (Jury)       |         |
| Sofia Öberg                 | 23    | Strängnäs   | Ep 1-6, 17-25 (Jury)  |         |
| Andrea Norrman              | 19    | Stockholm   | Ep 1-24 (Jury)        |         |
| Wiktor Axborn               | 22    | Falkenberg  | Ep 1-13, 15-22 (Jury) |         |
| Evelina "Ewe" Ostrowska     | 23    | Malmö       | Ep 1-13, 15-20 (Jury) |         |
| Kevin ”Hani” Poshkohani     | 22    | Stockholm   | Ep 1-4, 17-20 (Jury)  |         |
| Mathilda Bohäll             | 21    | Göteborg    | Ep 5-16 (Jury)        |         |
| Christoffer ”Chris” Daubney | 29    | Göteborg    | Ep 1-14 (Jury)        |         |
| Amanda Stawgren             | 22    | Arvika      | Ep 1-12 (Jury)        |         |

## Tionde säsongen
Säsong 10 sändes hösten 2017 i TV3, visad på Viafree som säsong 8, med Rebecca Simonsson som programledare. Malin Gramer var höggravid när inspelningarna skulle börja och var tvungen att tacka nej. Säsongens vinnare blev Anna Pankova och Jonathan Hermansson. Under denna säsong träffade Anna Pankova och Kristian Täljeblad varandra. De har varit ett par sedan dess och är (2021) gifta.
| Namn                       | Ålder | Från             | Avsnitt               |         |
| -------------------------- | ----- | ---------------- | --------------------- | ------- |
| Anna Pankova               | 20    | Västerås         | Ep 1-30               | Vinnare |
| Jonathan Hermansson        | 26    | Göteborg         | Ep 22-30              | Vinnare |
| Smail Alihodzic            | 26    | Malmö            | Ep 5-30               | Finalen |
| Emma Hellström             | 23    | Varberg          | Ep 1-15, 23-30        | Finalen |
| Fanny Lyckeke              | 19    | Helsingborg      | Ep 1-11, 23-29 (Jury) |         |
| Kristian Täljeblad         | 26    | Umeå             | Ep 2-29 (Jury)        |         |
| Jesper "Jeppe" Johansson   | 27    | Staffanstorp     | Ep 13-22, 28 (Jury)   |         |
| Sabina Tranberg            | 21    | Göteborg         | Ep 16-27 (Jury)       |         |
| Robin "Mos" Andersson      | 26    | Björkö/ Göteborg | Ep 2-12, 25-27 (Jury) |         |
| Gabriella Falkenström      | 20    | Gävle            | Ep 13-26 (Jury)       |         |
| Johan Kervall              | 24    | Helsingborg      | Ep 19-26 (Jury)       |         |
| Haidar Juma                | 25    | Ystad            | Ep 8-14, 15-25 (Jury) |         |
| Johanna Nikkinen           | 19    | Stockholm        | Ep 10-24 (Jury)       |         |
| Izabelle Bella Forsberg    | 21    | Göteborg         | Ep 4-23 (Jury)        |         |
| Niklas Dirty Nick Åkerlund | 23    | Norrtälje        | Ep 1-3, 11-21 (Jury)  |         |
| Isabelle Hambe             | 21    | Malmö            | Ep 1-18 (Jury)        |         |
| Pierre Louis Olsson        | 23    | Falkenberg       | Ep 1-15 (Jury)        |         |
| Genri G Teivald            | 28    | Lysekil          | Ep 1-9                |         |
| Sandra Johansson           | 24    | Uddevalla        | Ep 1-6                |         |
| Eric Hagberg               | 22    | Kristianstad     | Ep 2-4                |         |
| Tim Hansson                | 25    | Ängelholm        | Ep 1-3                |         |
| Rokan Haidar Jasim         | 24    | Stockholm        | Ep 1-2                |         |

## Elfte säsongen
Säsong 11 sändes 2018 i TV3, på Viafree som säsong 9, och Malin Gramer återkom som programledare. Säsongens vinnare blev Jennifer Karlsson och Robin "Mos" Andersson. Efter säsongen spelades en miniserie in där deltagarna återigen tävlade mot varandra. Programmet hette Paradise STHLM och deltagande var Marcelo Peña, Nina Glimsell, Arvid Stenbäcken, Bettina Buchanan, Erica Mendez, Erika Holm, Lukas Holm och Robin ”Mos” Andersson. Vinnare av miniserien blev Arvid Stenbäcken.
| Namn                     | Ålder | Från            | Avsnitt                   |         |
| ------------------------ | ----- | --------------- | ------------------------- | ------- |
| Jennifer Karlsson        | 28    | Karlstad        | Ep 1-30                   | Vinnare |
| Robin Mos Andersson      | 26    | Björkö/Göteborg | Ep 7-25, 27-30            | Vinnare |
| Erika Holm               | 20    | Stockholm       | Ep 8-15, 20-30            | Finalen |
| Genri G Teivald          | 29    | Lysekil         | Ep 22-30                  | Finalen |
| Lukas Holm               | 24    | Kalmar          | Ep 1-29 (Jury)            |         |
| Erica Mendez             | 22    | Stockholm       | Ep 16-29 (Jury)           |         |
| Rebecca Karlsson         | 27    | Karlstad        | Ep 13-28 (Jury)           |         |
| William Wille Hultkrantz | 22    | Örebro          | Ep 15-28 (Jury)           |         |
| Marcelo Peña             | 27    | Stockholm       | Ep 1-24, 28 (Jury)        |         |
| Nina Glimsell Udovicic   | 23    | Stockholm       | Ep 1-21, 28 (Jury)        |         |
| Arvid Stenbäcken         | 25    | Göteborg        | Ep 1-3, 4-5, 19-27 (Jury) |         |
| Bettina Buchanan         | 22    | Halmstad        | Ep 4-26 (Jury)            |         |
| Mattias Coleman          | 25    | Västerås        | Ep 1-21 (Jury)            |         |
| Danijela Djordjevic      | 23    | Stockholm       | Ep 1-9, 20 (Jury)         |         |
| Stephanie Bergström      | 22    | Värmdö          | Ep 1-13, 15-18 (Jury)     |         |
| Benjamin Stade           | 19    | Stockholm       | Ep 10-15 (Jury)           |         |
| Edin Jasarevic           | 22    | Trollhättan     | Ep 1-12 (Jury)            |         |
| Alem Sacirovic           | 23    | Värnamo         | Ep 1-2, 4-8               |         |
| Ida Asperud              | 19    | Linköping       | Ep 1-6                    |         |
| Dennis Kvist             | 26    | Malmö           | Ep 1-5                    |         |
| Oliver Gustafsson        | 20    | Falkenberg      | Ep 1-2, 4-5               |         |
| Timothy Avegård          | 29    | Uppsala         | Ep 1-2, 4-5               |         |

## Tolfte säsongen
Säsong 12 sändes våren 2019 i TV3, finns på Viafree som säsong 10, med Rebecca Simonsson som programledare. Säsongens vinnare var Hannah "HK" Klostermann och Jesper Bengtsson (inte ett par). Efter denna säsong spelades miniserie Paradise hotel - Efter festen in.
| Namn                        | Ålder | Från         | Avsnitt               |         |
| --------------------------- | ----- | ------------ | --------------------- | ------- |
| Jesper Bengtsson            | 23    | Ekerö        | Ep 1-14, 25-30        | Vinnare |
| Hannah "HK" Klostermann     | 21    | Norrtälje    | Ep 16-30              | Vinnare |
| Ludvig Schenström           | 22    | Linköping    | Ep 1-5, 12-30         | Finalen |
| Alexandra Nord              | 27    | Örebro       | Ep 11-30              | Finalen |
| Erica Lindberg              | 22    | Enköping     | Ep 1-15, 25-29 (Jury) |         |
| Arvid Stenbäcken            | 26    | Göteborg     | Ep 4-26, 28-29 (Jury) |         |
| Marc Stenbäck               | 25    | Lomma        | Ep 19-29 (Jury)       |         |
| Emma Hellström              | 25    | Göteborg     | Ep 1-28 (Jury)        |         |
| Haidar Juma                 | 27    | Ystad        | Ep 2-28 (Jury)        |         |
| Gabriella "Bella" Andersson | 24    | Norrköping   | Ep 1-27 (Jury)        |         |
| Claudia Tahvanainen         | 26    | Eskilstuna   | Ep 22-27 (Jury)       |         |
| Marcus "Mcuze" Johansson    | 24    | Trollhättan  | 1-27 (Jury)           |         |
| Paulina "Paow" Danielsson   | 25    | Stockholm    | Ep 1-16, 23-24 (Jury) |         |
| Linnea Landström            | 23    | Gällivare    | Ep 16-18, 23 (Jury)   |         |
| Hanna Bodelsson             | 21    | Stockholm    | Ep 1-6, 14-22 (Jury)  |         |
| Fredric Lundgren            | 19    | Tollarp      | Ep 13-21 (Jury)       |         |
| Ida Melbi                   | 21    | Stockholm    | Ep 7-12 (Jury)        |         |
| Jesper Jeppe Johansson      | 29    | Staffanstorp | Ep 2-10               |         |
| Victor Hemby                | 24    | Malmö        | Ep 7-9                |         |
| Robin Gullickson            | 22    | Karlstad     | Ep 1-3                |         |
| Kevin Edmond                | 24    | Malmö        | Ep 1-3                |         |
| Nadja Felin                 | 19    | Stockholm    | Ep 1-2                |         |

## Trettonde säsongen
Säsong 13 sändes hösten 2019 i TV3, finns på Viafree som säsong 11, med Rebecca Simonsson som programledare. Säsongens vinnare var Marcelo Peña och Erica Lindberg. Marcelo kastade kulan på 500 000 kronor, tog hem hela vinsten och Erica lämnades tomhänt. Efter denna säsong spelades återigen Paradise hotel - Efter festen in.
| Namn                    | Ålder | Från        | Avsnitt                      |         |
| ----------------------- | ----- | ----------- | ---------------------------- | ------- |
| Marcelo Peña            | 29    | Stockholm   | Ep 1-25, 27-36               | Vinnare |
| Erica Lindberg          | 22    | Enköping    | Ep 16-36                     | Vinnare |
| Adam Linard Pedersen    | 24    | Helsingborg | Ep 1-27, 31-36               | Finalen |
| Helen Ablatova          | 23    | Stockholm   | Ep 1-21, 32-36               | Finalen |
| Josefin Josie Capllonch | 31    | Göteborg    | Ep 4-35 (Jury)               |         |
| Theo Pokorny            | 22    | Stockholm   | Ep 7-32, 34-35 (Jury)        |         |
| Jesper Bengtsson        | 24    | Stockholm   | Ep 2-12, 16-25, 27-34 (Jury) |         |
| Nina Glimsell Udovicic  | 25    | Stockholm   | Ep 19-34 (Jury)              |         |
| Mehdi Fortas            | 28    | Göteborg    | Ep 26-34 (Jury)              |         |
| Fredrik Fimpen Olsson   | 24    | Örebro      | Ep 1-9, 14-33 (Jury)         |         |
| Camilla Skalleberg      | 20    | Stockholm   | Ep 1-33 (Jury)               |         |
| Nathalie "Natta" Tyler  | 20    | Stockholm   | Ep 1-31 (Jury)               |         |
| Jaira Rickard           | 22    | Örebro      | Ep 28-30 (Jury)              |         |
| Armin Coric             | 21    | Stockholm   | Ep 22-24 (Jury)              |         |
| Jennifer Karlsson       | 30    | Karlstad    | Ep 2-15, 20-21 (Jury)        |         |
| Jessica Andersson       | 22    | Uddevalla   | Ep 13-18                     |         |
| Alexander Ventura       | 22    | Göteborg    | Ep 11-17                     |         |
| Samuel Jelves Stenfell  | 21    | Malmö       | Ep 11-15                     |         |
| Paulo Jr Chambel        | 26    | Göteborg    | Ep 1-11, 14                  |         |
| Matilda Isaacs          | 24    | Stockholm   | Ep 1-6                       |         |
| Louise "Lollo" Eriksson | 24    | Stockholm   | Ep 1-3                       |         |
| Simon Olivecrona        | 22    | Stockholm   | Ep 1-2                       |         |

## Fjortonde säsongen
Säsong 14, som finns på Viafree som säsong 12, sändes våren 2020 med Rebecca Simonsson som programledare. Under denna säsong delades deltagarna in i fyra lag där var och en hade en egen coach. Dessa var Kristian Täljeblad, Robin Mos Andersson, Anna Pankova och Paulina Paow Danielsson. Säsongens vinnare var Marcus "Mcuze" Johansson och Nicole Wennerström. Före Kulceremonin hittade Marcus "Mcuze" Johansson en lapp skriven av Nicole Wennerström där hon skrivit upp flera summor och vad dessa summor resulterade i skattade pengar vilket stärkte Marcus teori om att kasta kulan. Marcus "Mcuze" Johansson kastade kulan på 100 000 kronor, och 400 000 kronor fick de resterande deltagarna dela på, Nicole Wennerström lämnades tomhänt.
| Namn                       | Ålder | Från        | Avsnitt               |         | Originallag   |
| -------------------------- | ----- | ----------- | --------------------- | ------- | ------------- |
| Marcus Mcuze Johansson     | 25    | Trollhättan | Ep 1-32, 34-36        | Vinnare | Team Kristian |
| Nicole Wennerström Larsson | 23    | Göteborg    | Ep 1-19, 23-36        | Vinnare | Team Paow     |
| Adam Linard Pedersen       | 24    | Helsingborg | Ep 8-36               | Finalen |               |
| Sara Selander              | 25    | växjö       | Ep 10-36              | Finalen |               |
| David Lönnberg             | 23    | Söderfors   | Ep 1-30, 34-36 (Jury) |         | Team Mos      |

## Femtonde säsongen
Säsong 15 sändes hösten 2020. Programledaren för denna säsong var Rebecca Simonsson, det skulle komma att bli hennes sista säsong som programledare. Under denna säsong checkade flera tidigare deltagare in veckovis som jokrar. Bland dessa, även kallade drottningarna, fanns Paulina Paow Danielsson, Emma Hellström och Erica Lindberg. Veteranerna Arvid Stenbäcken och Fredrik Fimpen Olsson checkade också in som jokrar under Vecka 5 och 10. Säsongens vinnare var Sebastian Månsson och Diana Moseni. Under Kulceremonin svek Sebastian Diana och kastade kulan på 150 000 kronor vilket lämnade Diana lottlös och de resterande pengarna av den kvarvarande summan fick de gamla deltagarna dela på.
| Namn                        | Ålder | Från         | Avsnitt                       |         |
| --------------------------- | ----- | ------------ | ----------------------------- | ------- |
| Sebastian "Bassen" Månsson  | 25    | Helsingborgs | Ep 1-36                       | Vinnare |
| Diana Moseni                | 27    | Göteborg     | Ep 1-3, 4-36                  | Vinnare |
| Tanja Ingebretsen Kallin    | 23    | Vänersborg   | Ep 1-36                       | Finalen |
| Patrik Ekblom               | 29    | Stockholm    | Ep 8-36                       | Finalen |
| Fredrik "Fimpen" Olsson     | 24    | Örebro       | Ep 28-35 (Jury)               |         |
| Erica Lindberg              | 24    | Enköping     | Ep 22-35 (Jury)               |         |
| Helen Ablatova              | 24    | Stockholm    | Ep 16-34 (Jury)               |         |
| Niclas Hansen               | 28    | Jönköping    | Ep 10-21, 25-32, 33-34 (Jury) |         |
| Alexandra Nord              | 27    | Örebro       | Ep 1-6, 18-33 (Jury)          |         |
| Benjamin Stenfeldt          | 23    | Göteborg     | Ep 19-32 (Jury)               |         |
| Josefin Josie Capllonch     | 32    | Göteborg     | Ep 2-24, 31 (Jury)            |         |
| Mikail Maarofi              | 21    | Göteborg     | Ep 1-30 (Jury)                |         |
| Arvid Stenbäcken            | 27    | Göteborg     | Ep 14-27 (Jury)               |         |
| Emma Hellström              | 26    | Göteborg     | Ep 13-18, 25-26 (Jury)        |         |
| Cornelia Gyllborg           | 24    | Stockholm    | Ep 7-18 (Jury)                |         |
| Hanna Julia Bodelsson       | 22    | Stockholm    | Ep 4-17                       |         |
| Malte Grkovic               | 26    | Stockholm    | Ep 1-15                       |         |
| Simon Weidersjö             | 25    | Stockholm    | Ep 1-12                       |         |
| Alexander Ekdahl            | 23    | Borås        | Ep 1-9                        |         |
| Paulina Paow Danielsson     | 26    | Stockholm    | Ep 2-8                        |         |
| Filippa "Blomman" Blomqvist | 23    | Göteborg     | Ep 1-6                        |         |
| Andrea Contreras            | 21    | Sundsvall    | Ep 1-2, 4-5                   |         |
| Filippa Kronholm            | 24    | Finspång     | Ep 1-3, 4                     |         |

## Sextonde säsongen
Säsong 16 började sändas våren 2021. Nytt var dels programledaren Nicole Falciani samt att parceremonin nu skulle ske vart fjärde avsnitt parallellt med pandoras ask. 
En manlig deltagare anklagades för att ha begått sexuella övergrepp på två kvinnliga deltagare under avsnitt sjutton. Produktionsbolaget stoppade visningen av återstående avsnitt och alla redan visade avsnitt plockdes bort från samtliga streamingtjänster. En polisanmälan gjordes samma dag i samråd med de drabbade deltagarna. Den anklagade personen kastades ut ur hotellet dagen efter övergreppen ska ha ägt rum. Den 4 maj 2021 beslutade produktionen att ställa in visningen av säsongen helt.
Den 27 maj sändes ett externt avsnitt av Studio Paradise där en intervju med vinnarna ägde rum samt att finalceremonin presenterades. I final stod Bettina Buchanan och Max Nyberg mot Ikenna Abika och Moa Lindgren. Bettina och Max fick tre av 11 möjliga röster och de resterande åtta rösterna gick till Ikenna och Moa. Säsongens vinnare var Ikenna Abika och Moa Lindgren, ingen av dem släppte kulan och delade därför på prissumman en halv miljon kronor.
| Namn                        | Ålder | Från        | Avsnitt                |         |
| --------------------------- | ----- | ----------- | ---------------------- | ------- |
| Ikenna "Ike" Abika          | 26    | Göteborg    | Ep 1-36                | Vinnare |
| Moa Lindgren                | 21    | Umeå        | Ep 1-19, 28-36         | Vinnare |
| Bettina Buchanan            | 25    | Norge/Oslo  | Ep 2-36                | Finalen |
| Max Nyberg                  | 24    | Helsingborg | Ep 25-36               | Finalen |
| Theo Pokorny                | 23    | Stockholm   | Ep 5-9, 14-35 (Jury)   |         |
| Ebba Zorec                  | 21    | Örkelljunga | Ep 12-25, 33-34 (Jury) |         |
| Annie Dahlberg              | 23    | Uddevalla   | Ep 1-33 (Jury)         |         |
| Alexander Ekdahl            | 24    | Borås       | Ep 27-33 (Jury)        |         |
| Jackie Dirkhammar           | 19    | Linköping   | Ep 24-32 (Jury)        |         |
| Jennifer Paatere            | 23    | Stockholm   | Ep 10-31 (Jury)        |         |
| Oscar "Zache" Zachrison     | 22    | Helsingborg | Ep 1-30 (Jury)         |         |
| Niklas Arleryd              | 27    | Stockholm   | Ep 1-28 (Jury)         |         |
| Elin Engström               | 20    | Stockholm   | Ep 19-28 (Jury)        |         |
| Niclas "Nicke" Hansen       | 29    | Jönköping   | Ep 8-26 (Jury)         |         |
| Denice Melinn               | 19    | Stockholm   | Ep 1-4, 18-23 (Jury)   |         |
| Tobias "Toby" Johnson       | 21    | Stockholm   | Ep 16-17               |         |
| Tilda Törnqvist             | 23    | Stockholm   | Ep 1-16                |         |
| Andreas "Andy Fresh" Haddad | 25    | Stockholm   | Ep 3-15                |         |
| Lisa Sidén                  | 20    | Stockholm   | Ep 2-11                |         |
| Dennis Mlivic               | 21    | Helsingborg | Ep 1-7                 |         |
| Lovisa Von Ille             | 20    | Malmö       | Ep 1-3                 |         |

## Sjuttonde säsongen
Säsong 17 planerades att sändas hösten 2021. I augusti 2021 gick dock producenten Nordic Entertainment Group ut med att detta inte var möjligt, och meddelade att programmet skulle göras om till ett mer verklighetsbaserat program med fokus på jämlikhet och mångfald med planerad sändningsstart år 2022. Därför sändes säsongen inte som planerat, men den visades på Pluto TV våren 2023 efter att en förnyad version gjordes 2022.
I finalen fick även bartendern "Antonio" rösta på ett av de två finalparen. Han valde då Bella och Casper. Säsongens vinnare blev då Gabriella "Bella" Andersson och Casper Wolter. I kulceremonin släppte Bella kulan på 200 000 kr och lämnade därmed sin partner Casper tomhänt. I och med att Bella slängde kulan blev hon den andra kvinnliga deltagaren i svenska Paradise Hotels historia att kasta kulan före sin partner.
| Namn                        | Ålder | Från             | Avsnitt               |         |
| --------------------------- | ----- | ---------------- | --------------------- | ------- |
| Gabriella "Bella" Andersson | 26    | Norrköping       | Ep 2-36               | Vinnare |
| Casper Wolter               | 25    | Stockholm        | Ep 1-36               | Vinnare |
| Olle Axeland                | 22    | Jönköping        | Ep 1-3, 4-36          | Finalen |
| Nicole Kikabidze            | 19    | Stockholm        | Ep 10-24, 29-36       | Finalen |
| Jonathan "Jonte" Johansson  | 26    | Helsingborg      | Ep 10-35 (Jury)       |         |
| Ida Fransson                | 24    | Stockholm        | Ep 1-12, 26-34 (Jury) |         |
| Linn Kihlen                 | 23    | Lärbro           | Ep 1-29, 33 (Jury)    |         |
| Zacharias "Zacke" Frank     | 22    | Johanneshov      | Ep 5-33 (Jury)        |         |
| Lovisa Halvardsson          | 24    | Malmö            | Ep 1-4, 15-33 (Jury)  |         |
| Ellen Stridfeldt            | 19    | Stockholm        | Ep 21-32 (Jury)       |         |
| Andreas Nordh               | 19    | Kungälv/Göteborg | Ep 24-32 (Jury)       |         |
| Aleksander Skoglund Larsson | 25    | Karlstad         | Ep 18-24, 31 (Jury)   |         |
| Josefine "Josse" Viebke     | 25    | Helsingborg      | Ep 6-28 (Jury)        |         |
| Jesper Bengtsson            | 26    | Stockholm        | Ep 3-20 (Jury)        |         |
| Elin Rosell                 | 26    | Norrköping       | Ep 1-16 (Jury)        |         |
| Viktor Rygler               | 24    | Kristianstad     | Ep 1-11               |         |
| Patrik Ottosson             | 22    | Hörby            | Ep 5-8                |         |
| Christella "Stella" Miefa   | 23    | Stockholm        | Ep 1-6                |         |
| Joshua Roos Loord           | 21    | Sollentuna       | Ep 1-5                |         |
| Joel Klimczak               | 22    | Visby            | Ep 1-3                |         |

## Artonde säsongen
Med anledning av de extraordinära händelserna under säsong 16 som ledde till bland annat att flera avsnitt inte sändes, och att hela säsong 17 inte sändes, och att en förundersökning om sexuella övergrepp inleddes mot en manlig deltagare i programmet, så gjordes väsentliga ändringar i formatet, där programmet enligt tv-bolaget ska ”uppdateras till en modern realityserie med fokus på samtida värderingar”. I samband med detta bytte programmet även namn från "Paradise Hotel" till enbart "Paradise".
Säsong 18 hade premiär den 24 oktober 2022 med ett nytt format, där fokus enligt kommunikationschef Roberta Allenius på Nent anges ligga på jämlikhet, mångfald och att spegla deltagarnas vardag. Den första juni 2022 meddelades att youtubestjärnan samt influencern Tone Sekelius skulle ta över rollen som programledare efter Nicole Falciani.
Kulceremonin ändrades så att om kulan kastades gick alla utom den som kastade kulan lottlösa. Förhoppningen var att det skulle vara större incitament att inte kasta kulan, och ingen av finalvinnarna gjorde det.
| Namn                     | Ålder | Från         | Avsnitt        |         |
| ------------------------ | ----- | ------------ | -------------- | ------- |
| Linnéa Sagnil            | 20    | Stockholm    | Ep 13-36       | Vinnare |
| Pedro Lima               | 29    | Stockholm    | Ep 1-36        | Vinnare |
| Agnes Arvidsson Dahlborg | 20    | Stockholm    | Ep 1-36        | Finalen |
| Nicci Hernestig          | 23    | Stockholm    | Ep 21-36       | Finalen |
| Jonathan "Jonte" Damberg | 23    | Örebro       | Ep 1-35        |         |
| Emma Persson             | 23    | Uppsala      | Ep 9-35        |         |
| Sebastian Ström          | 20    | Uddevalla    | Ep 6-9, 23-34  |         |
| Michela De Vil           | 27    | Malmö        | Ep 29-35       |         |
| Matilda Lindroth         | 25    | Umeå         | Ep 5-34        |         |
| Aissa Hidalgo            | 22    | Strömsund    | Ep 1-12, 25-34 |         |
| Eddy Bergström           | 20    | Örebro       | Ep 1-32        |         |
| Nicholas Wallner         | 20    | Halmstad     | Ep 1-28        |         |
| Andreas Montoya          | 34    | Uppsala      | Ep 1-12, 17-24 |         |
| Isak Persson             | 26    | Örebro       | Ep 1-23        |         |
| Jasmine Hall             | 24    | Göteborg     | Ep 1-20        |         |
| Mellami Ate              | 20    | Malmö        | Ep 1-9, 17-20  |         |
| Jonathan Almqvist        | 27    | Kristianstad | Ep 11-16       |         |
| Yang Zhong               | 26    | Stockholm    | Ep 1-4         |         |

## Nittonde säsongen
I februari 2024 meddelades att Pluto TV skulle sända den andra säsongen av Paradise. Samtidigt hade Viaplay och NENT redan offentliggjort att man ämnade att gå tillbaka till det gamla programformatet. Tone Sekelius återkom som programledare för denna säsong. Säsongens vinnare blev Oliver Gonzales och Fatou Sillah. Ingen av deltagarna valde att kasta kulan och därmed delade de på vinstpengarna. 

## Tjugonde säsongen
Efter ett svalt mottagande för det nya konceptet "Paradise", och kritik om att programmet var för tråkigt, offentliggjorde Viaplay i Januari 2024 att det gamla Paradise Hotel-konceptet skulle återvända. Några regler från "Paradise" blev dock kvar, exempelvis ökat krav på samtycke vid sex samt möjligheten att sova i separata sängar. 
Flera "All-stars" kom tillbaka till denna säsong. Bland annat tidigare vinnarna Diana Moseni, Casper Wolter och Ikenna "Ike" Abika. 
| Namn                     | Ålder | Bor            | Avsnitt                |         |
| ------------------------ | ----- | -------------- | ---------------------- | ------- |
| Amanda Fransson          | 28    | Hässleholm     | Ep 1-36                | Vinnare |
| Emil Renmarker           | 23    | Stockholm      | Ep 3-16, 26-36         | Vinnare |
| Mattias Helén            | 24    | Uppsala        | Ep 1-36                | Finalen |
| Moa Melin                | 24    | Sollentuna     | Ep 1-24, 29-36         | Finalen |
| Bettina Buchanan         | 29    | Rhodos         | Ep 19-35 (Jury)        |         |
| Anna-Lisa "Lisa" Norling | 22    | Västerås       | Ep 5-34 (Jury)         |         |
| Fredrik "Fimpen" Olsson  | 28    | Örebro         | Ep 1-28, 33-34 (Jury)  |         |
| Casper Wolter            | 27    | Stockholm      | Ep 1-34 (Jury)         |         |
| Viktor Bergström         | 30    | Varberg        | Ep 18-33 (Jury)        |         |
| Nardos Abraha            | 26    | Solna          | Ep 21-32 (Jury)        |         |
| Diego Martinez Parra     | 27    | Stockholm      | Ep 1-32 (Jury)         |         |
| Shyrin Masoudi           | 23    | Göteborg       | Ep 1-15, 23-30 (Jury)  |         |
| Benjamin Flygge          | 20    | Stockholm      | Ep 13-18, 29-30 (Jury) |         |
| Isac Eriksson            | 24    | Smålandsstenar | Ep 17-26               |         |
| Victoria Engström        | 23    | Östersund      | Ep 1-8, 16-24 (Jury)   |         |
| Diana Moseni             | 30    | Göteborg       | Ep 2-15, 23-24 (Jury)  |         |
| Emilia Bengtsson         | 25    | Malmö          | Ep 9-12, 16-20         |         |
| Jonathan Josefsson       | 29    | Borås          | Ep 13-16               |         |
| Ikenna "Ike" Abika       | 29    | Älsvjö         | Ep 1-4                 |         |
| Hannah Johansson         | 23    | Linköping      | Ep 1-2                 |         |

## Återkommande deltagare
| Deltagare                   | Född | Säsonger               |
| --------------------------- | ---- | ---------------------- |
| Paulina "Paow" Danielsson   | 1993 | 4 (S5, S6, S12 & S15)  |
| Bettina Buchanan            | 1995 | 4 (S8, S11, S16 & S20) |
| Jesper Jeppe Johansson      | 1990 | 3 (S5, S10 & S12)      |
| Robin Mos Andersson         | 1992 | 3 (S7, S10 & S11)      |
| Haidar Juma                 | 1992 | 3 (S9, S10 & S12)      |
| Emma Hellström              | 1993 | 3 (S10, S12 & S15)     |
| Arvid Stenbäcken            | 1992 | 3 (S11, S12 & S15)     |
| Erica Lindberg              | 1996 | 3 (S12, S13 & S15)     |
| Jesper Bengtsson            | 1995 | 3 (S12, S13 & S17)     |
| Fredrik Fimpen Olsson       | 1994 | 3 (S13, S15 & S20)     |
| Eric Hagberg                | 1994 | 2 (S6 & S10)           |
| Smail Alihodzic             | 1991 | 2 (S6 & S10)           |
| Kristian Täljeblad          | 1990 | 2 (S6 & S10)           |
| Jonathan Hermansson         | 1991 | 2 (S7 & S10)           |
| Mehdi Fortas                | 1991 | 2 (S7 & S13)           |
| Johan Kervall               | 1993 | 2 (S8 & S10)           |
| Claudia Tahvanainen         | 1991 | 2 (S8 & S12)           |
| Cornelia Gyllborg           | 1995 | 2 (S8 & S15)           |
| Genri Teivald               | 1989 | 2 (S10 & S11)          |
| Marcelo Peña                | 1990 | 2 (S11 & S13)          |
| Nina Glimsell Udovicic      | 1994 | 2 (S11 & S13)          |
| Jennifer Karlsson           | 1989 | 2 (S11 & S13)          |
| Marcus Mcuze Johansson      | 1994 | 2 (S12 & S14)          |
| Hanna Bodelsson             | 1997 | 2 (S12 & S15)          |
| Alexandra Nord              | 1992 | 2 (S12 & S15)          |
| Gabriella "Bella" Andersson | 1994 | 2 (S12 & S17)          |
| Adam Linard                 | 1995 | 2 (S13 & S14)          |
| Helen Ablatova              | 1996 | 2 (S13 & S15)          |
| Josefin Josie Capllonch     | 1987 | 2 (S13 & S15)          |
| Theo Pokorny                | 1997 | 2 (S13 & S16)          |
| Andreas Andy Fresh Haddad   | 1995 | 2 (S14 & S16)          |
| Lisa Sidén                  | 2000 | 2 (S14 & S16)          |
| Tobias "Toby" Johnson       | 1999 | 2 (S14 & S16)          |
| Niclas Hansen               | 1991 | 2 (S15 & S16)          |
| Alexander Ekdahl            | 1996 | 2 (S15 & S16)          |
| Diana Moseni                | 1993 | 2 (S15 & S20)          |
| Mattias Helen               | 2000 | 2 (S14 & S20)          |
| Casper Wolter               | 1997 | 2 (S17 & S20)          |
| Ikenna "Ike" Abika          | 1994 | 2 (S16 & S20)          |

## Relaterade program
Det finns en rad program kopplade till Paradise hotel, Studio Paradise som är det officiella programmet för eftersnack. Först leddes det av Rebecca Simonsson och Salavatore Scappini. Numera leds det av Smail Alihodzic och Lisa Anckarman.
Inför säsongen 2015 leddes det ett program som handlade om att man fick tävla till sig en plats. Programmet hette 'Förspelet' och leddes av de gamla deltagarna Saga Scott och Samir Badran. Vinnarna av programmet blev Josefine Caarle och Robin "Mos" Andersson som också vann säsongen tillsammans som par.
Ett annat relaterat program är Keep on Smailing, lett av tidigare deltagare Smail Alihodzic, som gick ut på att man fick se deltagare som åkt ut tävla för att komma tillbaka in på hotellet.
Under säsong 2017 höst fick gamla Paradise Hotel-deltagare tävla om att ta sig in på det riktiga hotellet i ett program som kallades Paradise Motel.